# هوگو د فریس
هوگو د فریس (به هلندی: Hugo de Vries) ،(زاده ۱۶ فوریه ۱۸۴۸ – درگذشته ۲۱ مه ۱۹۳۵) گیاه‌شناس و یکی از اولین ژنتیک‌شناسان اهل هلند بود. او به‌طور عمده به خاطر معرفی مفهوم ژن، کشف دوبارهٔ قوانین ژنتیک بدون اطلاع از کارهای گرگور مندل در دهه ۱۸۹۰، معرفی کلمهٔ جهش و توسعه نظریه جهش در تکامل شناخته شده‌است.